# The Smothers Brothers Show
The Smothers Brothers Show  è una serie televisiva statunitense in 32 episodi trasmessi per la prima volta nel corso di una sola stagione dal 1965 al 1966. È una serie del genere sitcom che ha per protagonisti gli Smothers Brothers, una coppia di fratelli comici e cantanti formata da Thomas ("Tom") e Richard ("Dick") Smothers.
È stata l'ultima serie televisiva della CBS girata in bianco e nero; poco dopo l'episodio finale, tutte le serie in prime-time sulla CBS erano trasmesse a colori.

## Trama
Dick Smothers interpreta se stesso come dirigente della Pandora Publications che lavora per l'editore Leonard J. Costello (Roland Winters). Il fratello Tom si era perso in mare due anni prima e ora si presenta come angelo custode apprendista che deve far compiere buone azioni alla gente per diventare un vero e proprio angelo regolare. Gli sforzi di Tom sforzi nell'aiutare le persone non sembrano funzionare come previsto e Dick deve aiutarlo a mettere a posto le cose. Tom riceve i suoi ordini da Ralph, il suo angelo capo invisibile. La serie inoltre vede Harriet MacGibbon nel ruolo della signora Costello e, in alcuni episodi, Ann Elder come collaboratrice di Dick e sua fidanzata, e Janet (Eileen O'Neill, apparsa anche in alcuni episodi come una delle altre fidanzate di Dick, Wanda).

## Personaggi
- Tom Smothers (32 episodi, 1965-1966), interpretato da	Tom Smothers.
- Dick Smothers (32 episodi, 1965-1966), interpretato da	Dick Smothers.
- Leonard J. Costello (10 episodi, 1965-1966), interpretato da	Roland Winters, capo di Dick.
- Janet (3 episodi, 1965), interpretato da	Ann Elder, fidanzata di Dick.
- Wanda (3 episodi, 1966), interpretato da	Eileen O'Neill.
- Dolores (3 episodi, 1966), interpretato da	Jeannine Riley.

## Produzione
La serie fu prodotta da Four Star Productions e Knave Productions e girata nella CBS Television City  a Los Angeles in California.
Questa serie indirettamente ispirò un successivo show di varietà televisivo, che ebbe maggiore successo, The Smothers Brothers Comedy Hour. Tom Smothers era stato critico sulla produzione di The Smothers Brothers Show perché considerava la serie non compatibile con i punti di forza che caratterizzavano la coppia formata da lui e da suo fratello (Tom Smothers combatté con diversi dirigenti della Four Star per ottenere un maggiore controllo creativo della serie).

### Registi
Tra i registi della serie sono accreditati:
- Frederick de Cordova (3 episodi, 1965)
- Charles Barton (2 episodi, 1965)

## Distribuzione
La serie fu trasmessa negli Stati Uniti dal 1965 al 1966 sulla rete televisiva CBS.

## Episodi
| Stagione       | Episodi | Prima TV USA |
| -------------- | ------- | ------------ |
| Prima stagione | 32      | 1965-1966    |